# Јанијада
Јанијада је гастрономско-туристичка манифестација и такмичење у припремању јаније, традиционалног народног јела од младог јагњећег и овчјег меса. Одржава се од 2013. године у селу Луково, на територији општине Сврљиг.
Покретач и организитор прве, тада промотивне „Јанијаде” био је певач и кантаутор Драгослав Михајловић Канаринац, у сарадњи са представницима месне заједнице села Лукова, Општине Сврљиг и Центра за туризам, културу и спорт Сврљиг.
На манифестацији посетиоци могу да пробају још једно oд трационалних сврљишких специјалитета. Ово је прилика да се гости упознају са лепотама сврљишког краја, уз богат музичко-забавни програм са акцентом на изворну музику, учешће домаћих вокалних извођача, као и фолклорних група из Сврљига и околине.
На многобројним штандовима изложене су најлепше рукотворине домаће радиности, сврљишка народна ношња, традиционална јела...
Традиционално јело јанија познато је широм света по својој аутентичној рецептури. Може се рећи и да је карактеристична за планинске крајеве, јер се припремала као пастирско јело и чинила је ситима оне који су физички били активни, нарочито на пољу.